# Gymnema
Gymnema (Gymnema) je rod rostlin z čeledi toješťovité. Jsou to liány s jednoduchými vstřícnými listy a drobnými květy ve vrcholičnatých květenstvích. Rod zahrnuje asi 25 druhů a je rozšířen v tropické a subtropické Asii, Oceánii a jižní Africe. Gymnema lesní je lékařsky významná rostlina, používaná v tradiční indické medicíně již po tisíce let mj. při léčbě cukrovky. Lékařské využití mají i některé jiné asijské druhy. Při žvýkání listů gymnemy se objevuje dočasná necitlivost vůči sladké chuti.

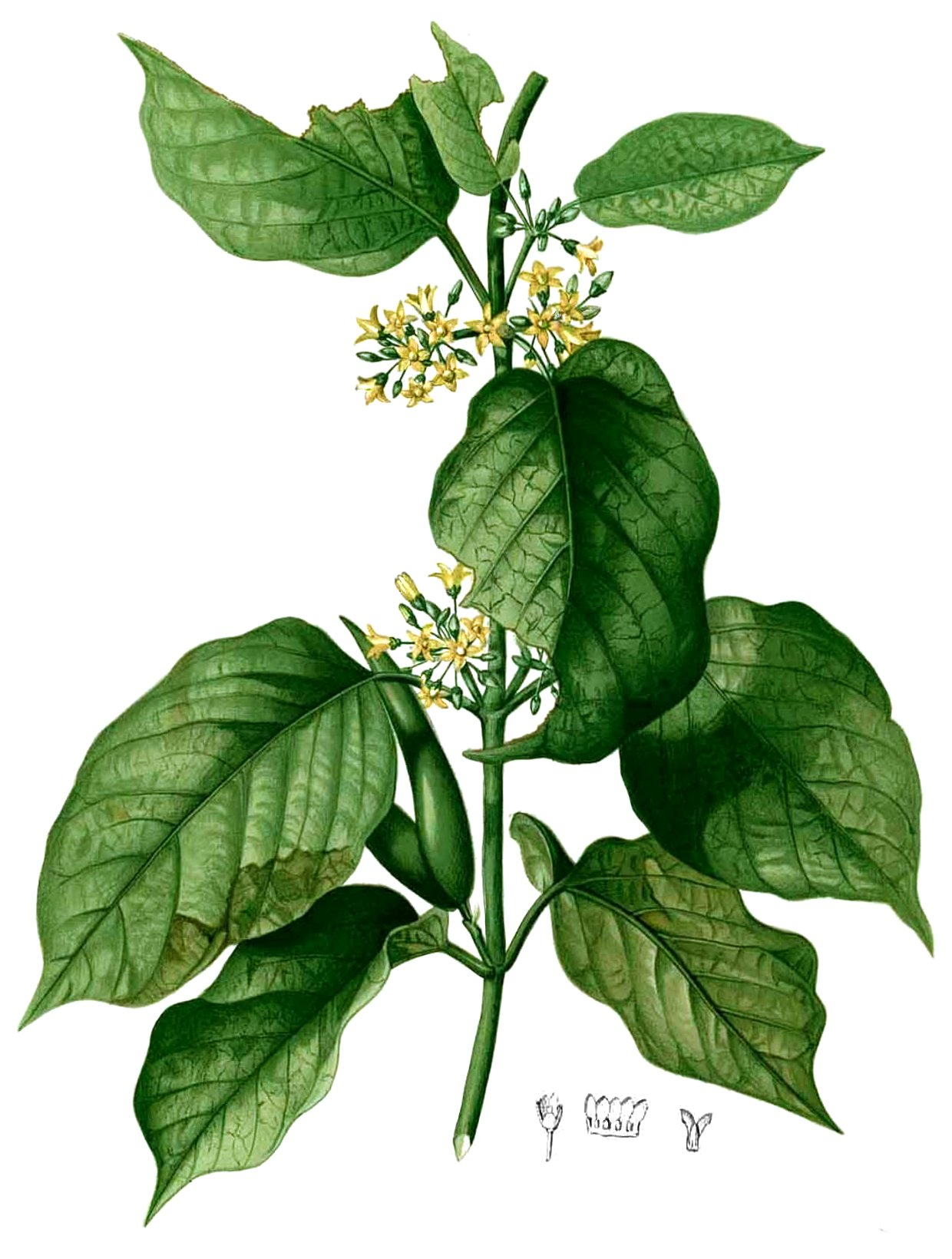
Kresba Gymnema inodorum z 80. let 19. století

## Popis
Zástupci rodu gymnema jsou liány se vstřícnými jednoduchými listy. Květy jsou drobné, pravidelné, uspořádané ve vrcholících někdy připomínajících hrozny. Kalich je pětičetný, s bazálními žlázkami. Koruna je zvonkovitá. Korunní laloky jsou asi stejně dlouhé jako korunní trubka, prohnuté doprava až pravidelné. Laloky pakorunky chybějí, korunní lístky vybíhají v ústí v 5 podlouhlých hřebenů. Nitky tyčinek jsou srostlé do trubičky, prašníky jsou přímé, s blanitými přívěsky na vrcholu. Bliznová hlava je polokulovitá, tupě kuželovitá nebo palicovitá a zobanitá, delší než prašníky. Plodem je měchýřek nebo souplodí 2 měchýřků. Měchýřky jsou vejcovité až dlouze zobanité, na bázi často rozšířené.

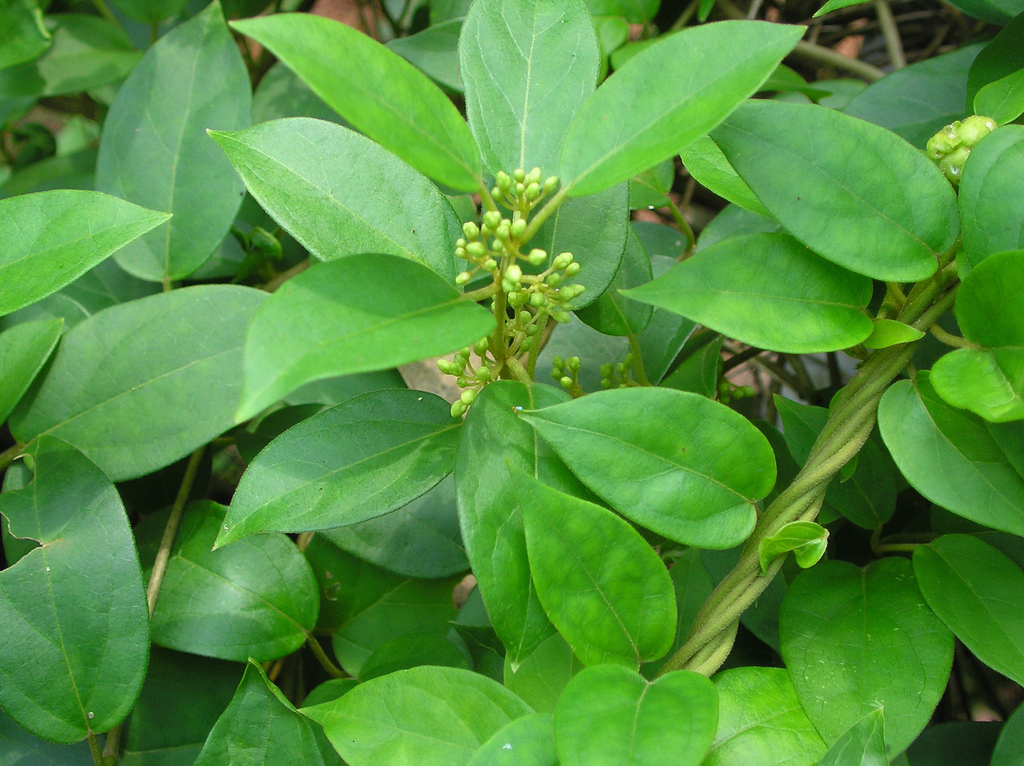
Nakvétající gymnema lesní
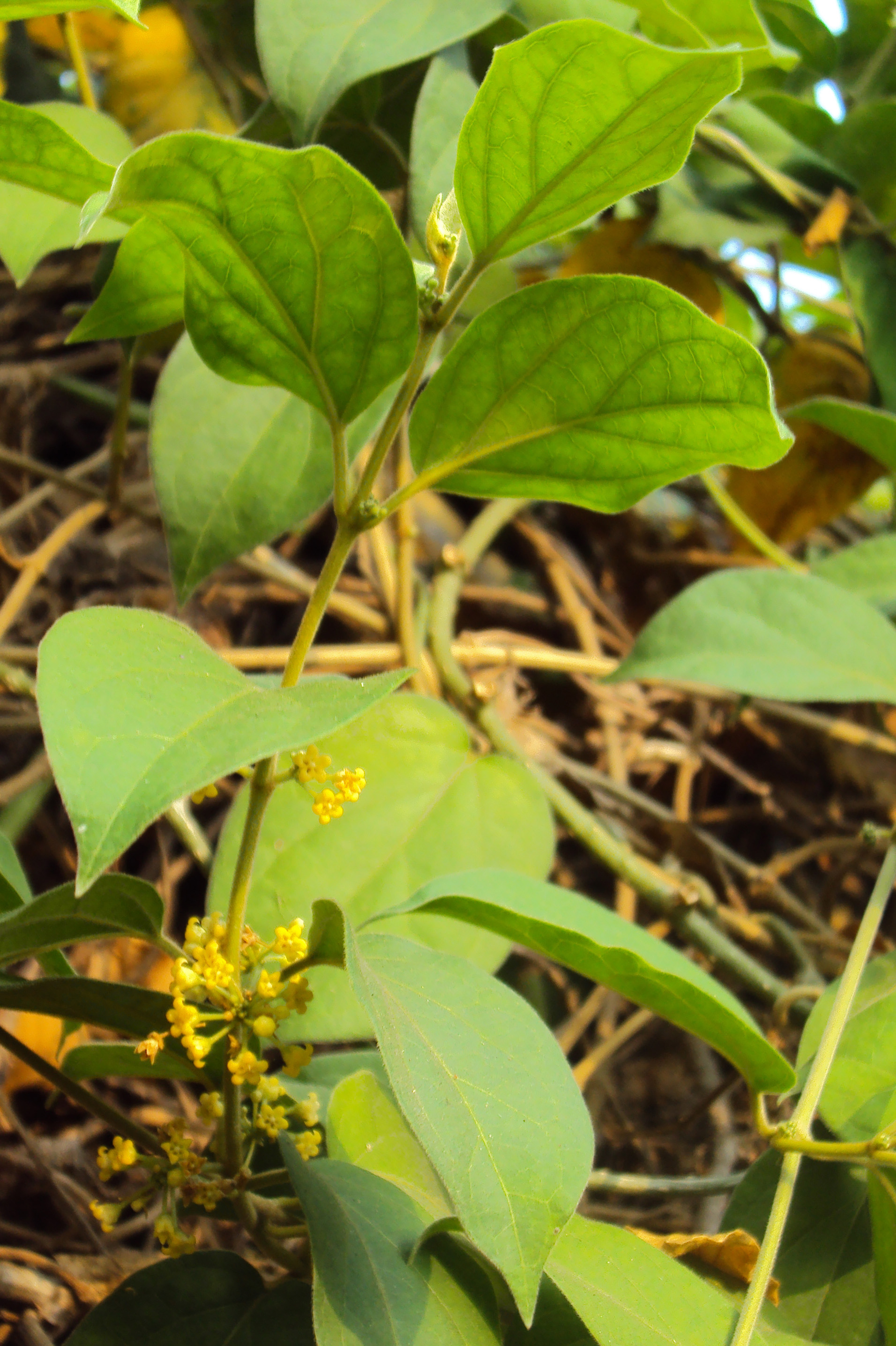
Kvetoucí gymnema lesní
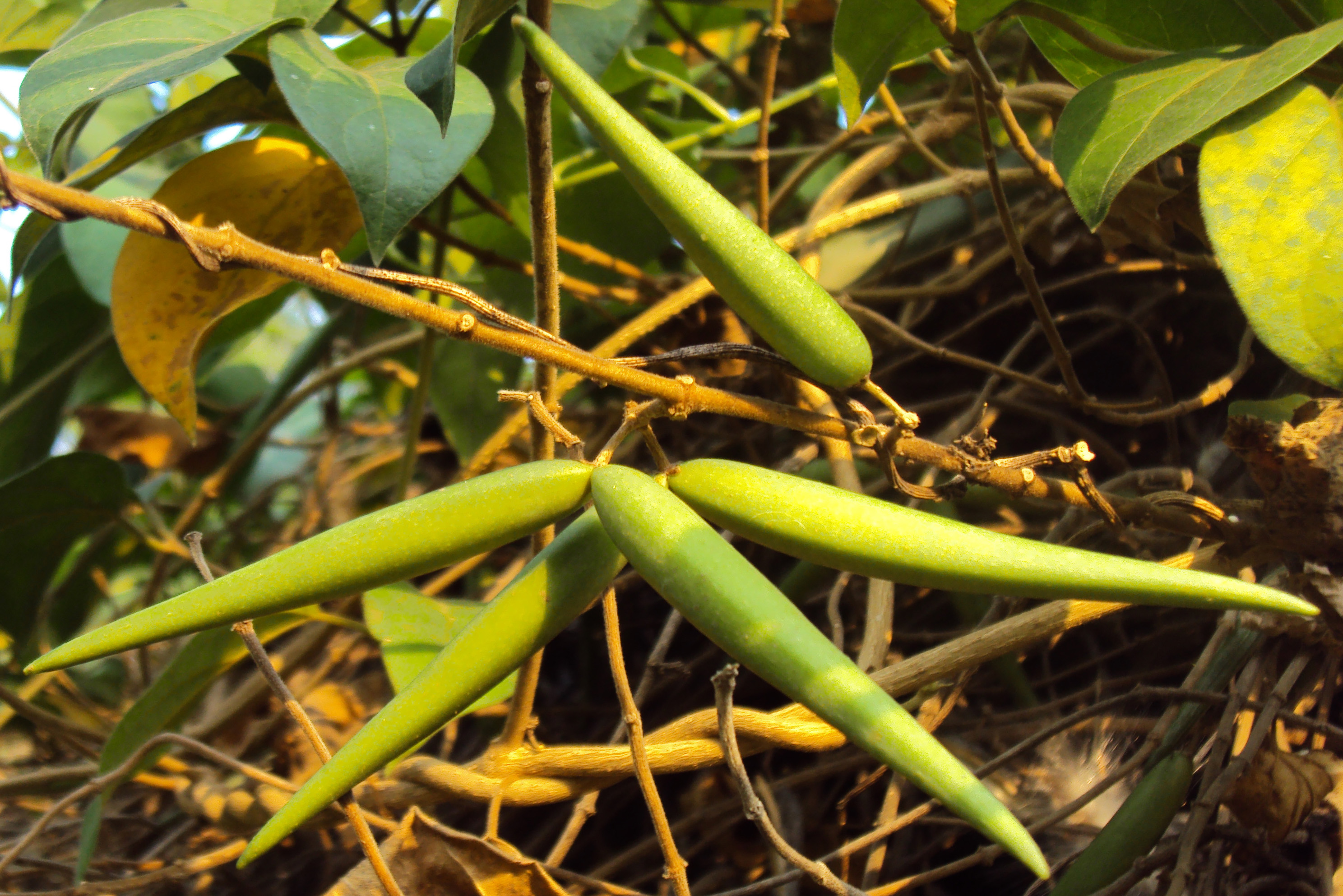
Plody gymnemy lesní

## Rozšíření
Rod gymnema zahrnuje asi 25 druhů. Je rozšířen v tropické a subtropické Asii, Oceánii a v Africe. Gymnema lesní (Gymnema sylvestre) má velký areál rozšíření, zahrnující tropickou a jižní Afriku, Madagaskar a Asii na východ až po Japonsko a Indonésii.

## Taxonomie
Rod Gymnema je v rámci čeledi Apocynaceae řazen do podčeledi Asclepiadoideae a tribu Marsdenieae. Mezi blízce příbuzné rody náleží např. dregea (Dregea) a marsdenie (Marsdenia).

## Zajímavosti
Listy gymnemy (G. sylvestre, G. hirsutum) při žvýkání dočasně paralyzují vnímání sladké chuti. Změna chuti se týká cukrů i náhradních sladidel. Účinek je způsoben obsaženou kyselinou gymnemovou.

## Obsahové látky a jedovatost
Hlavními obsahovými látkami gymnemy lesní jsou glykosidy, zejména kyselina gymnemová, gymnestrogenin, gymnemagenin a jeho O-iso-propyliden. Kyselina gymnemová je směsí asi 9 blízce příbuzných kyselých glykosidů. Z dalších látek je v listech obsažen např. peptid gurmarin, saponiny aj.
Léčivá rostlina gymnema lesní je shledávána nejedovatou. Při běžném dávkování (400 mg extraktu denně) nebyly zjištěny vedlejší účinky ani nežádoucí interakce s jinými léčivy.
Účinek snížení hladiny krevního cukru způsobuje zejména konduritol A, derivát cyklohexenu izolovaný z listů gymnemy lesní v roce 1992.

## Zástupci
- gymnema lesní (Gymnema sylvestre)

## Význam
Gymnema lesní (Gymnema sylvestre) má dlouhou historii využití v tradiční indické medicíně a k léčení diabetes se zde používá více než 2000 let. V tradičních ájurvédských textech jsou indikace různé, např. při migréně, kožních chorobách, zvětšených mízních uzlinách aj. V současné indické medicíně se listy užívají jako antidiabetikum, kořeny jako emetikum, expektorans aj.
Klinické studie prokázaly efekt snížení hladiny krevního cukru a rovněž zvýšení počtu beta buněk a Langerhansových ostrůvků ve slinivce..
U pacientů s diabetes 1. typu se účinek projevuje snížením potřeby inzulínu, u diabetes 2. typu umožňuje snížení medikace. Při užívání přípravků z této rostliny se doporučuje konzultace s kvalifikovaným lékařem a pečlivá kontrola hladiny cukru v krvi. Nelze jej používat jako náhradu inzulínu.
V indické medicíně jsou využívány i jiné druhy rodu gymnema, zejména G. montanum a G. hirsutum. Využití je podobné jako u gymnemy lesní.
V čínské medicíně se používá i druh G. inodorum, který slouží zejména při léčbě tuberkulózy a dětské obrny.

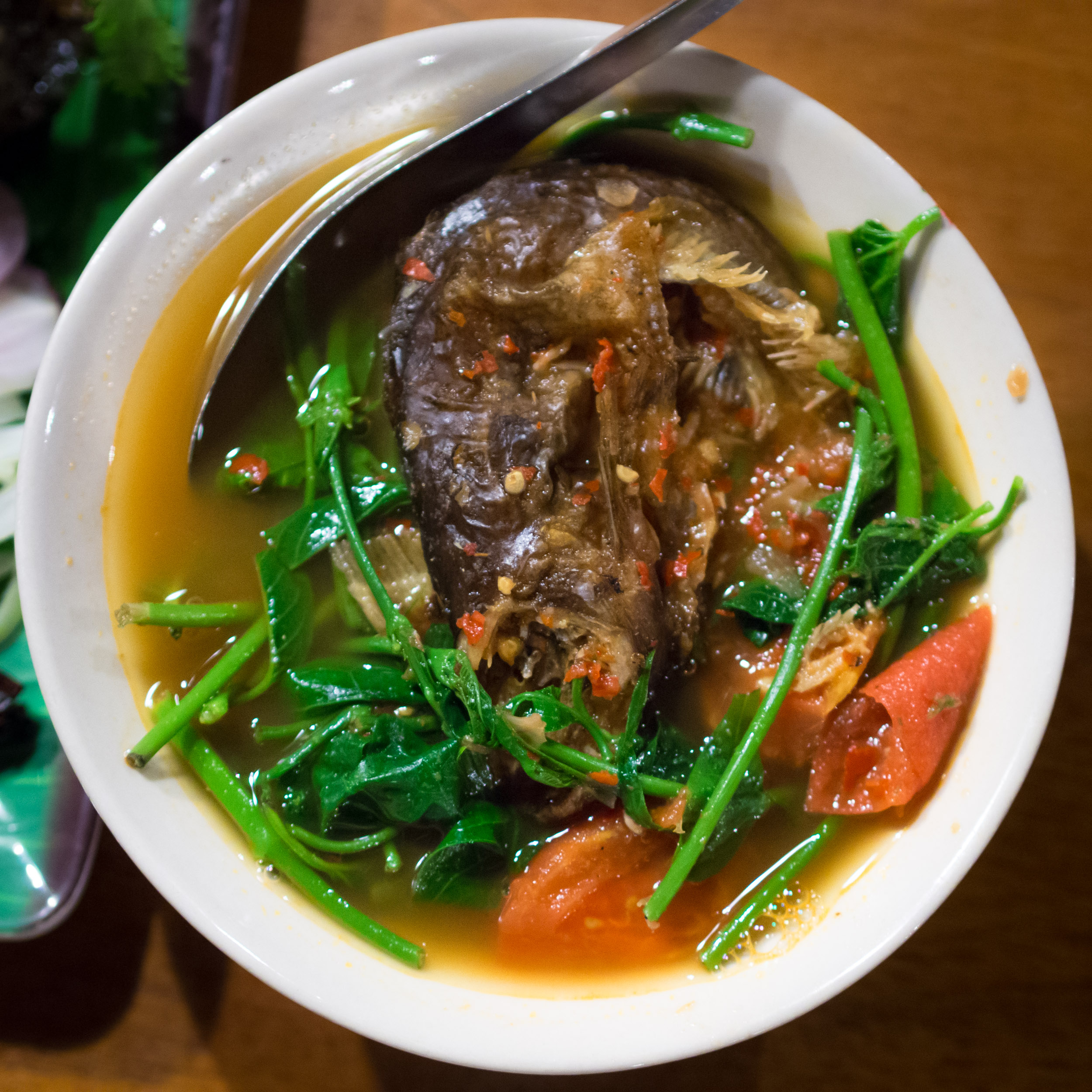
Thajské curry s listy Gymnema inodorum